# Hasselbacke-Långetjärnet
Hasselbacke-Långetjärnet är en sjö i Årjängs kommun i Värmland och ingår i Göta älvs huvudavrinningsområde. Sjön har en area på 0,0946 kvadratkilometer och ligger 230,6 meter över havet. Sjön avvattnas av vattendraget Hynningsälven.

## Delavrinningsområde
Hasselbacke-Långetjärnet ingår i det delavrinningsområde (659088-130566) som SMHI kallar för Mynnar i Älgsjön. Medelhöjden är 239 meter över havet och ytan är 13,11 kvadratkilometer. Det finns inga avrinningsområden uppströms utan avrinningsområdet är högsta punkten. Hynningsälven som avvattnar avrinningsområdet har biflödesordning 4, vilket innebär att vattnet flödar genom totalt 4 vattendrag innan det når havet efter 283 kilometer. Avrinningsområdet består mestadels av skog (92 procent). Avrinningsområdet har 0,51 kvadratkilometer vattenytor vilket ger det en sjöprocent på 3,9 procent.